# Sinti-Swing-Berlin
Sinti-Swing-Berlin (auch Sinti-Swing-Quintett) ist eine deutsche Musikergruppe.
Sinti-Swing-Berlin wurde 1985 in Ostberlin gegründet. Die Gruppe musiziert im Stil von europäischem Jazz und Sintimusik nach der Art von Django Reinhardt. Die Instrumentation besteht aus drei Gitarren, Bass und Geige. Neben Live-Konzerten wurde die Band durch mehrere Fernsehauftritte im Fernsehen der DDR (AHA, Sprungbrett) und ORB bekannt.

## Mitglieder
Die Gruppe wurde von den Brüdern Fredi Ansin, Wilfried Ansin und Alfred Ansin sowie Hans Lauenberger gegründet, die der deutschen Minderheit der Sinti angehören. Begleitet werden sie seit der Gründung von Bernd Huber. Nach dem Tod Alfred Ansins kam es zur Umbesetzung, und seitdem spielt der Sohn Hans Lauenbergers, Janko Lauenberger, in der Gruppe die Leadgitarre.

## Auszeichnungen
- Jazz und Blues-Award Berlin 2005

## Diskographie
- Sinti Swing Quintett – Bei Mir bist Du schön (AMIGA 856 287) 1987
- Sinti Swing Berlin – Es wird Zeit (2008)